# Volkswagen Santana
Volkswagen Santana är en bilmodell från Volkswagen lanserad 1981. Den är baserad på Volkswagen Passat 32b, den andra Passat-generationen, men fick sedankaross istället för halvkombi. Den i Tyskland tillverkade modellen producerades under åren 1981-1985. De olika utrustningsalternativen var CX, LX och GX, motorvarianter från 1,3 liter till 2,0 liter, 4 eller 5 cylindrar, det fanns också en 1,6 liters diesel, med eller utan turbo. I Sverige såldes den till att börja med bara med 5-cylindrig motor.

## Historia
Namnet Santana kommer från Santa-Ana-vinden i Kalifornien. Skillnader gentemot systermodellen Passat var förutom bakdelen bland annat en annorlunda grill med vita blinkers direkt bredvid strålkastarna. Trots det stora bagageutrymmet och ett fördelaktigt pris lyckades Santana aldrig nå de försäljningssiffror Volkswagen satt upp i Tyskland och Europa varpå modellen övertog namnet Passat och fick en Passat-front fram till 1987 då produktionen i Tyskland lades ner. 
Den fyradörrarsmodell som presenterades hösten 1981 levde fram till 1985, och fick tillbaka det ursprungliga namnet Passat. På vissa utlandsmarknader bibehölls namnet Santana. Passaten var av typ kombikupé, Santana var en sedanmodell. Volkswagen Santana kom under 1980-talet att tillverkas över hela världen: Tyskland, Brasilien, Kina, Belgien, Argentina, Japan, Namibia och Sydafrika. Modellen tillverkas fortfarande i en moderniserad version, Santana 3000, i Kina. 
Volkswagen Santana lyckades inte i Europa men firade stora framgångar i Brasilien och Kina. I Brasilien tillverkades Santana från 1984 och fram till 2006. Santana var en storsäljare i mellanbilsklassen. I Brasilien fanns också en tvådörrsversion samt en kombiversion som motsvarade VW Passats kombiversion. Kombiversionen fick namnet Quantum. I Kina började man tillverka Santana 1983 och modellen har kommit i modernare versioner två gånger: 1995 kom Santana 2000 och 2004 kom Santana 3000. Santana tillverkas genom ett jointventure mellan Shanghai Volkswagen och Shanghai Automotive Industry Corporation. Modellen var 2010 ännu vanlig som taxi i Peking och Shanghai.
I Japan tillverkades Santana på licens av Nissan 1984-1990. Den såldes under namnet Volkswagen Santana av Nissan-återförsäljare och med delar tillverkade i Japan. I Nordamerika såldes både Passat och Santana under namnet VW Quantum.